# Leidsepoort

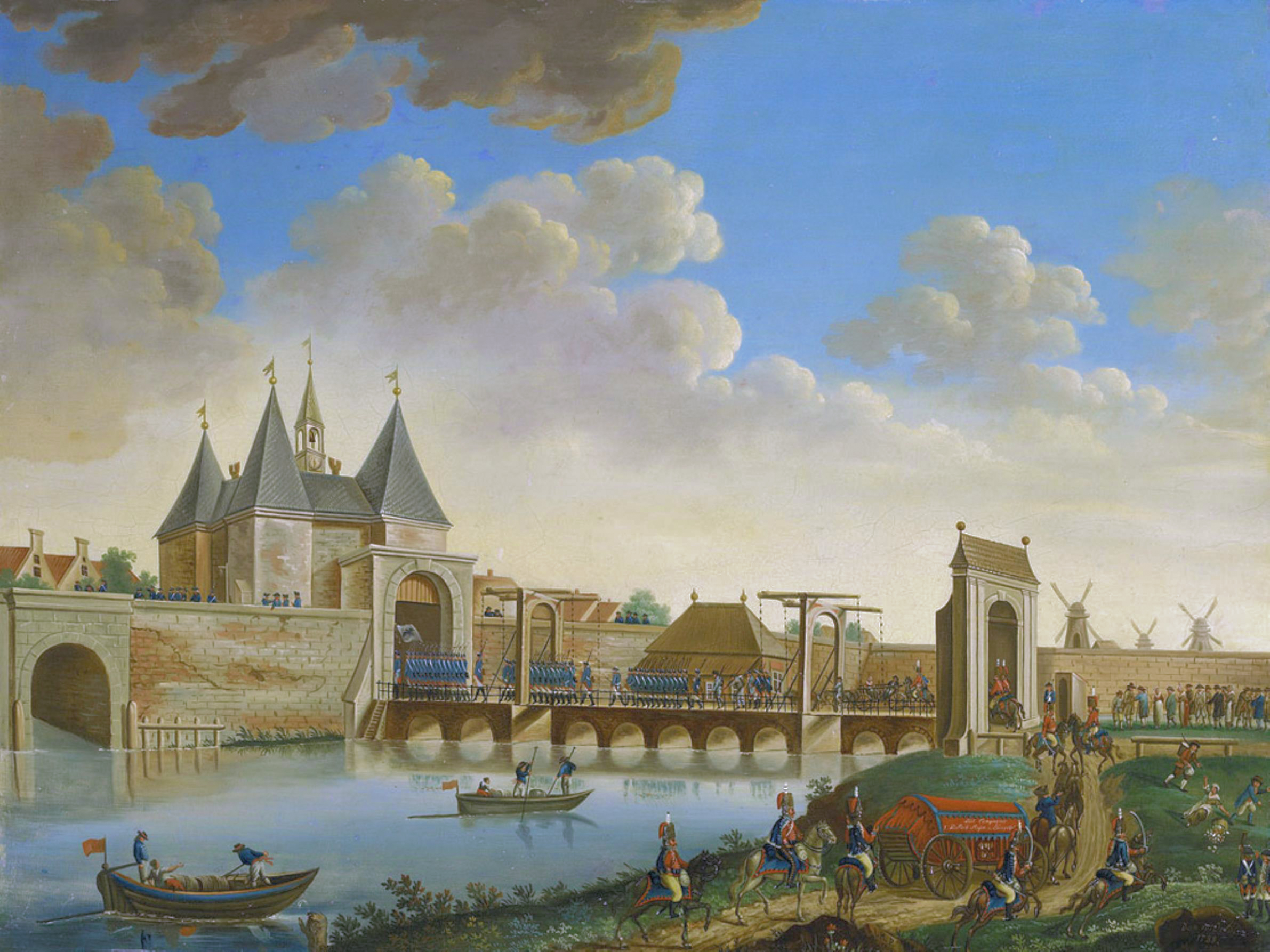
De Leidsepoort en de stadswal van 1663 in 1787.

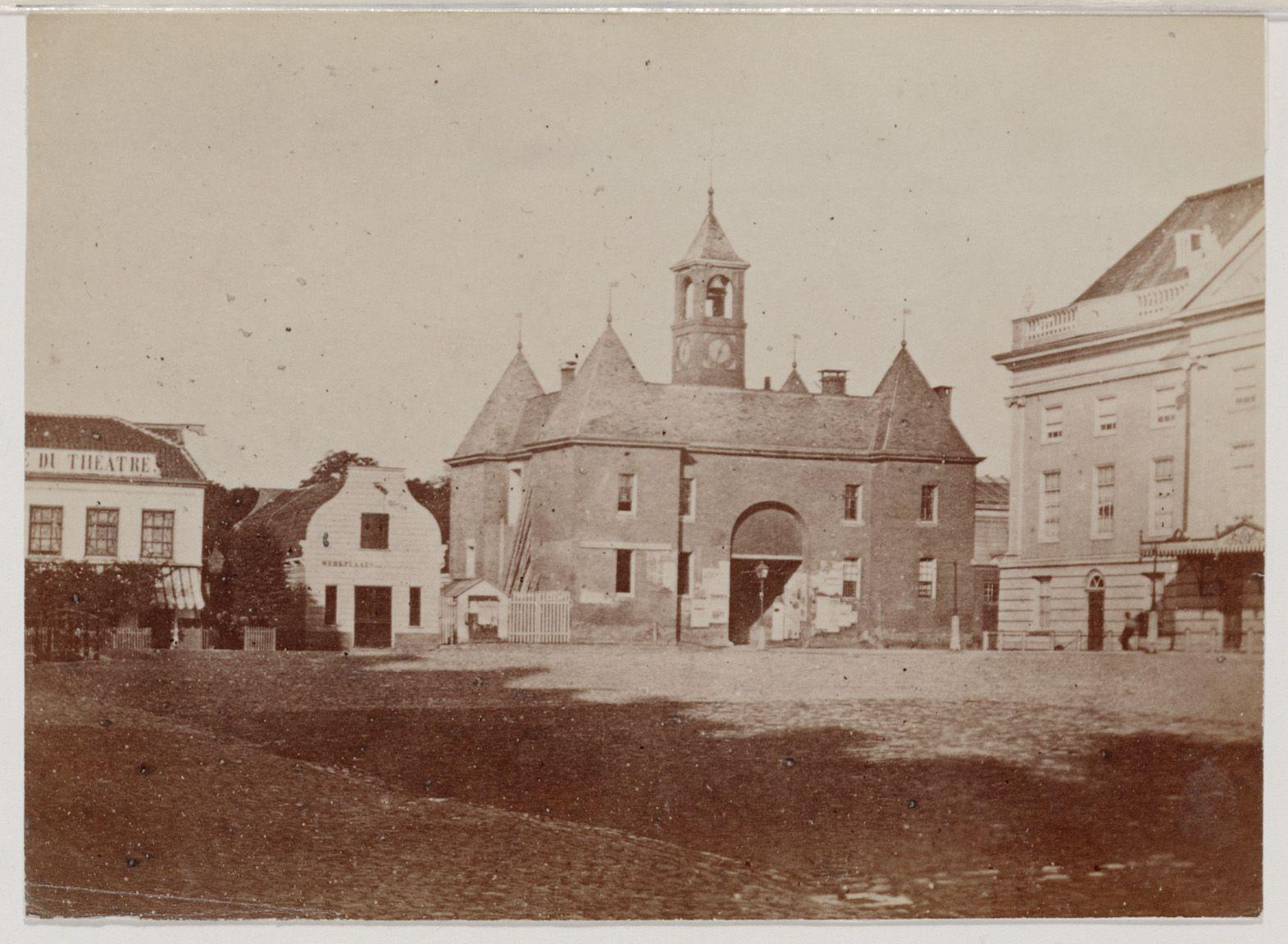
De voormalige Leidsepoort en de houten schouwburg, gezien vanaf het Leidseplein; circa 1860.

De Leidsepoort was een van de acht toegangspoorten tot Amsterdam en gebouwd in 1664, na de aanleg van de Grachtengordel. De poort maakte deel uit van de vestingwerken van Amsterdam.
De poort verving de Heiligewegspoort die na de stadsuitbreiding binnen de stad kwam te liggen. De stadspoort was gelegen aan de zuidkant van het Leidseplein, tegenover de huidige Marnixstraat. Van de toenmalige stadsschouwburg moesten de houten buitenmuren in 1774 worden opgevuld met zaagsel omdat de klokken van de poort elk kwartier werden geluid.
Bij de Leidsepoort begon de Heiligewegse Vaart, later Overtoomse Vaart, naar de Overtoom. Het huidige American Hotel staat ongeveer op de plaats van de vroegere poort, die in 1862 werd gesloopt.